# Jüdischer Ordnungsdienst

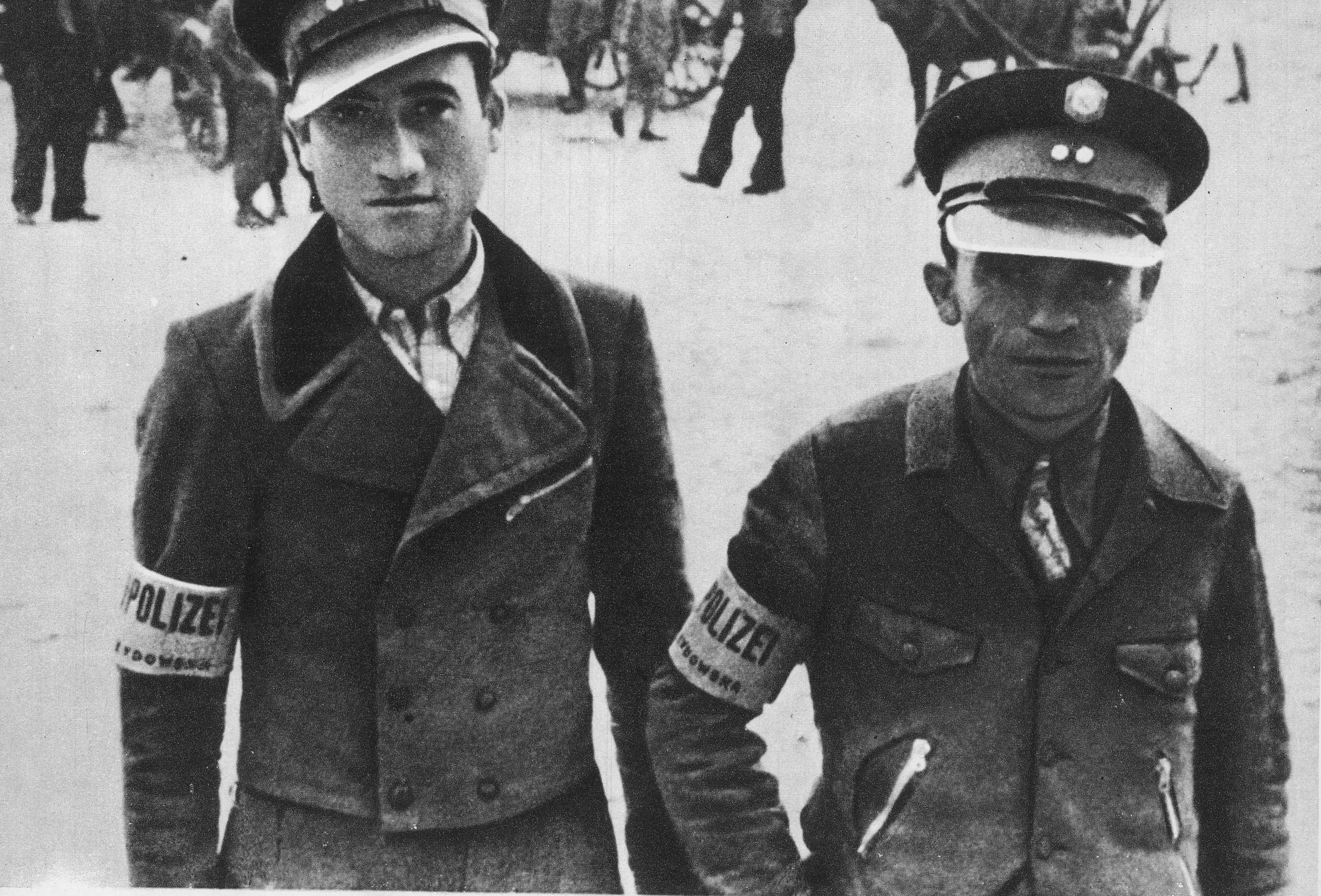
Policjanci żydowscy w Węgrowie

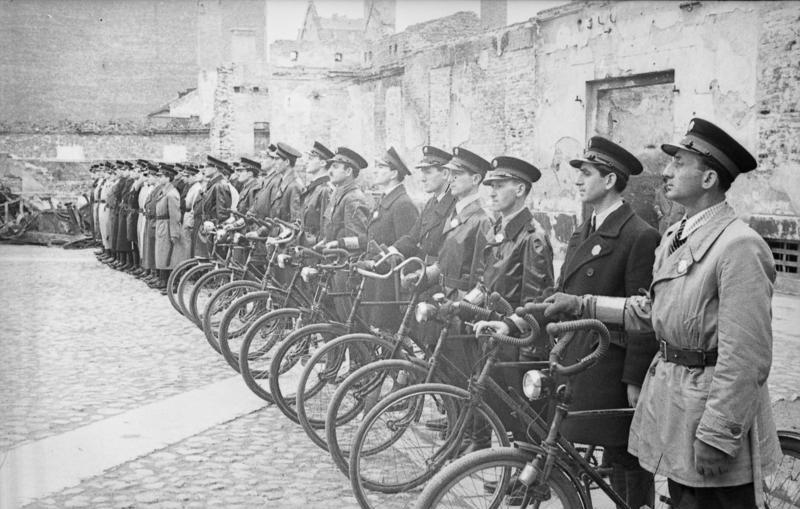
Żydowscy policjanci w getcie warszawskim, maj 1941

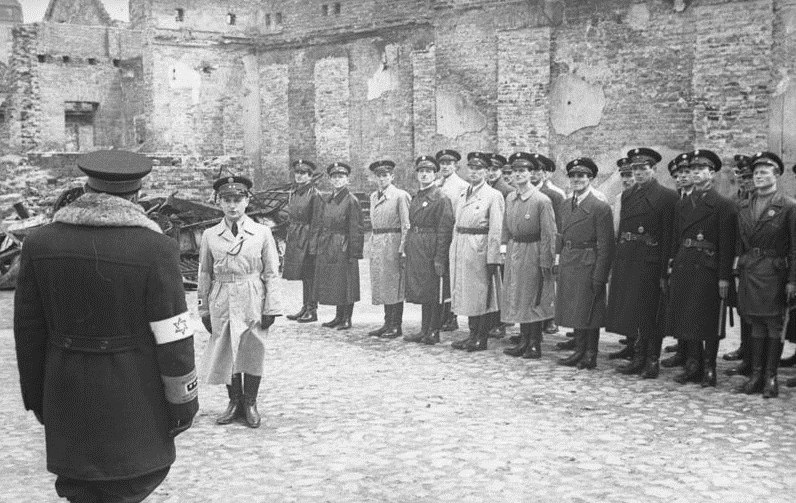
Józef Szeryński (stojący tyłem) odbiera meldunek Jakuba Lejkina, maj 1941

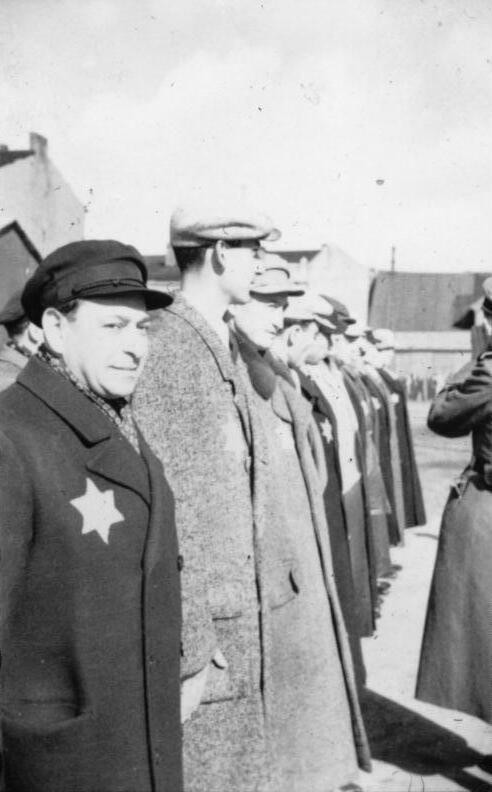
Policjanci żydowscy w getcie łódzkim

Jüdischer Ordnungsdienst, dosł. Żydowska Służba Porządkowa, zwyczajowo policja żydowska – w okresie II wojny światowej podległe częściowo Judenratom, żydowskie jednostki policyjne wewnątrz gett, obozów pracy oraz obozów koncentracyjnych.
Jüdischer Ordnungsdienst było wykorzystywane do rekwizycji, łapanek, eskortowania przesiedleńców oraz akcji deportacyjnych.

## Organizacja
Od grudnia 1940 pierwszym nadkomisarzem Żydowskiej Służby Porządkowej (SP) getta warszawskiego był Józef Andrzej Szeryński, który przeszedł na chrześcijaństwo i zmienił nazwisko z Szenkman, Szynkman bądź Szeinkman. Szeryński był znany ze swojego antysemityzmu i jest podawany jako przykład „nienawidzącego siebie Żyda” (ang. Self-hating Jew).
Według historyka Raula Hilberga w getcie warszawskim służbę pełniło ok. 2500 żydowskich policjantów (komisarzem był Józef Andrzej Szeryński, a przejściowo Jakub Lejkin), w getcie łódzkim było 1200 osób, a w getcie lwowskim – 500 policjantów z Ordnungsdienstu.
Funkcjonariusze policji żydowskiej byli umundurowani lub nosili odznaki lub opaski funkcyjne. Jako środek przymusu byli wyposażeni tylko w pałki.
Przedwojenny adwokat Stanisław Gombiński był w warszawskiej SP zastępcą kierownika Sekretariatu SP. W styczniu 1943 r. zbiegł na stronę aryjską i tam ukrywał się do wyzwolenia pod pseudonimem „Jan Mawult”. Nieomal natychmiast po wojnie spisał swoje wspomnienia, w których zawarł wiele istotnych informacji o organizacji i wewnętrznych stosunkach tej formacji.
Anatol Chari, policjant w łódzkim getcie, w swoich wspomnieniach z okresu służby w tych oddziałach opisuje pracę przy eskortowaniu dostaw żywności, ochronie magazynów żywności, kontroli pracowników piekarni, a także patrole nakierowane na konfiskatę żywności u mieszkańców. Wskazuje również na udział żydowskich służb porządkowych w oszustwach przy obrocie deficytową w getcie żywnością, wymuszaniu usług seksualnych za żywność. Dramatyczny wydźwięk mają relacje z przygotowania transportów do obozów zagłady, obejmujących coraz to nowe grupy mieszkańców getta.
Funkcjonariuszami byli zwykle młodzi ochotnicy, zajmujący się utrzymaniem porządku w getcie, choć uczestniczący także w patrolach po getcie prowadzonych przez niemieckich żołnierzy oraz wartach przy wejściach do dzielnicy żydowskiej. Szczególnie negatywnie wśród mieszkańców gett odbierano udział funkcjonariuszy w pacyfikacji dzielnicy oraz ich pomoc w organizacji wywozu ludzi do obozów zagłady.
W większości dużych gett funkcjonariusze policji żydowskiej zostali wymordowani lub wysłani do obozów koncentracyjnych w momencie likwidacji dzielnicy żydowskiej.